# 海冬レイジ
海冬 レイジ（かいとう レイジ）は、日本の小説家（ライトノベル作家）。北海道札幌市在住。
2003年に富士見ミステリー文庫から『バクト!』でデビュー。富士見ヤングミステリー大賞で大賞を受賞している。

## 作品リスト

### 小説

#### 単行本
- バクト!（2005年1月 - 2006年3月 富士見ミステリー文庫 全7巻）
- 夜想譚グリモアリス（2007年3月 - 同年12月 富士見ミステリー文庫 全3巻／2009年8月 富士見ファンタジア文庫 全3巻）
- 幻想譚グリモアリス（2008年5月 - 2010年8月 富士見ファンタジア文庫 全6巻）
- 機巧少女は傷つかない（2009年11月 - 2017年7月 MF文庫J 全17巻）
- も女会の不適切な日常（2012年4月 - 同年11月 ファミ通文庫 全3巻）

#### アンソロジー収録
- 竜は腐れず、誓いは朽ちず - 「モンスターハンターアンソロジーノベル 狩魂」（2015年4月 ファミ通文庫）

#### 単行本未収録
- ARiA - GARNiDELiA「BiRTHiA」初回限定版（2015年8月 SME Records）
- 少女人狼♡愛されピンク - MF文庫J evo 参加作品（2022年9月 キミラノ）[1]

### 漫画原作
- 機巧少女は傷つかない（『月刊コミックアライブ』2010年6月号 - ）- 作画：高城計
- 未来少女エモモーション（『月刊コミックアライブ』2011年5月号 - 2012年4月号）- 作画：飯田のぎ
- ジーンメタリカ -機巧少女は傷つかない Re:Acta-（『月刊コミックジーン』2013年5月号 - 2014年5月号）- 作画：釜田みさと
- 機巧少女は傷つかない アンソロジーコミック（2014年1月 MFコミックスアライブシリーズ）
- 機動戦士ガンダム ヴァルプルギス（『ガンダムエース』2017年10月号 - 2023年1月号）- 作画：葛木ヒヨン、原作：矢立肇、富野由悠季
- 死神探偵エルリアの解（『少年マガジンエッジ』2022年1月号[2] - ） - 漫画：かんざきももた[2]